# Linha Barrinha
A Linha Barrinha: Japeri ↔ Barra do Piraí é uma das linhas de transporte ferroviário de passageiros de médio percurso no estado do Rio de Janeiro. Atualmente encontra-se fora de operação, sob responsabilidade da Central.
O trajeto liga Japeri a Barra do Piraí em um percurso de 46 km, cortando os municípios de Paulo de Frontin e Mendes. Transpõe a Serra das Araras em um trecho da Linha do Centro da antiga E.F. Central do Brasil.
O trem Barrinha foi originalmente operado pela Rede Ferroviária Federal a partir da década de 1970. Este serviço operou até 1996, quando um gravíssimo acidente envolvendo um trem de carga e o trem de passageiros forçou o abandono do serviço. Desde então foi objeto de várias iniciativas de reativação, sem sucesso.

## Histórico
O Barrinha era um resquício dos trens de passageiros de longo percurso que operavam nas linhas da Central do Brasil. O percurso Japeri-Barra do Piraí começou a ser operado na primeira metade da década de 1970, contando em 1976 com dois horários, saindo de Barra do Piraí de madrugada e outro próximo ao meio-dia, para um trem que ia e voltava nesse percurso. Eram originalmente trens elétricos, passando posteriormente a TUE rebocados por locomotivas diesel, devido à desativação da eletrificação do trecho.
Na manhã de 18 de setembro de 1996, ocorreu um acidente que causou a morte de 15 pessoas e deixou 60 feridos. O Barrinha, que transportava 90 passageiros, foi atingido a 700 metros da estação de Japeri por um trem de carga que desceu a serra desgovernado. O acidente, somado à privatização da ferrovia que estava em curso, motivaram a interrupção do serviço. A extinção do trem, que contava com muitos usuários, foi motivo de protestos pois era o principal meio de transporte para várias localidades ao longo do percurso.

## Reativação
Em 2002, o Barrinha voltou a circular por uma única vez, de forma experimental.
Em meados de 2007, previa-se o retorno das operações do Barrinha, agora operado pela Central, empresa do Governo do Estado do Rio de Janeiro. O serviço seria feito no conceito de trens regionais, com 4 viagens diárias em 1 TUE de 3 carros da Série 400 puxados por uma locomotiva diesel-elétrica, composições semelhantes às operadas pela RFFSA no início da década de 90.
Em outubro de 2009, o Secretário de Transportes, Júlio Lopes, descartou totalmente a possibilidade de retorno do ramal, devido a conflitos com a operação de transporte de carga.

## Estações (previstas em 2007)
| Sigla | Estação                      | Comentários                                                          |
| ----- | ---------------------------- | -------------------------------------------------------------------- |
| ---   | Japeri                       | Futura integração paga com as linhas Japeri e Paracambi da Supervia. |
| ---   | Parada Engenheiro Mário Belo | Em obras.                                                            |
| ---   | Parada Engenheiro Gurgel     | Em obras.                                                            |
| ---   | Palmeira da Serra            | Em obras.                                                            |
| ---   | Engenheiro Paulo de Frontin  | Em obras.                                                            |
| ---   | Humberto Antunes             | Em obras.                                                            |
| ---   | Mendes                       | Em obras.                                                            |
| ---   | Martins Costa                | Em obras.                                                            |
| ---   | Morsing                      | Em obras.                                                            |
| ---   | Santana da Barra             | Em obras.                                                            |
| ---   | Barra do Piraí               | Em obras.                                                            |

## Ligações Externas
- Site oficial da CENTRAL
- O Trem Barrinha
- Trem que ligava Baixada a Barra do Piraí não volta a circular